# رابرت ان. استنفیلد
رابرت نلسون استنفیلد (به انگلیسی: Robert Nelson Stanfield) سناتور سابق عضو حزب جمهوری‌خواه ایالات متحده آمریکا بود. وی در سال ۱۹۲۱ تا ۱۹۲۷ میلادی سناتور ایالت اورگن در سنای ایالات متحده آمریکا بود.